# GWR Metropolitan Class
GWR Metropolitan Class — тип пассажирского танк-паровоза Большой западной железной дороги  с конденсацей мятого пара для использования на Metropolitan Railway. Имел осевую формулу 1-2-0 и брюнелевскую колею. Конденсаторы некотрое время спустя были демонтированы, и паровозы обслуживали пригородные поезда на линиях GWR близ Лондона. 
Все 22 паровоза этого типа были построены в июне 1862 — октябре 1864 годов. Паровозы были изготовлены на трёх заводах с различными темами для именования. Первые две партии, названные по насекомым и иностранным государям соответственно, поставили Vulcan Foundry и Kitson & Co., третью партию, названную по цветам, построили на собственном заводе GWR в Суиндоне.
Около 1865 года семь паровозов этого типа — «Шершень», «Могол», «Азалия», «Лилия», «Мирт», «Фиалка» и «Лавр» — были переделаны в тендерные паровозы той же осевой формулы. 
Паровозы были списаны между июнем 1871 года («Царь») и декабрём 1877-го («Роза» и «Клевер»..
| Имя         | Построен | Завод          | Списан | Примечания |
| ----------- | -------- | -------------- | ------ | --- |
| Азалия      | 1864     | Суиндонский    | 1872   | |
| Пчела       | 1862     | Vulcan Foundry | 1874   | |
| Бей         | 1862     | Kitson & Co.   | 1872   | |
| Камелия     | 1863     | Суиндонский    | 1876   | |
| Царь        | 1862     | Kitson & Co.   | 1871   | |
| Флёр-де-лис | 1863     | Суиндонский    | 1872   | |
| Комар       | 1862     | Vulcan Foundry | 1874   | |
| Шершень     | 1862     | Vulcan Foundry | 1873   | Переделан в тендерный. |
| Кайзер      | 1862     | Kitson & Co.   | 1872   | |
| Хан         | 1862     | Kitson & Co.   | 1872   | |
| Лавр        | 1864     | Суиндонский    | 1872   | Переделан в тендерный. |
| Лилия       | 1864     | Суиндонский    | 1872   | Переделан в тендерный. После списания продан Телеграфостроительной компании в качестве стационарного котла для установки на борту Грейт-Истерна |
| Саранча     | 1862     | Vulcan Foundry | 1876   | |
| Могол       | 1862     | Kitson & Co    | 1872   | Переделан в тендерный. |
| Москит      | 1862     | Vulcan Foundry | 1877   | |
| Мирт        | 1864     | Суиндонский    | 1873   | Переделан в тендерный. |
| Роза        | 1863     | Суиндонский    | 1877   | Роза — символ Англии |
| Шах         | 1862     | Kitson & Co.   | 1872   | |
| Клевер      | 1863     | Суиндонский    | 1877   | Клевер — символ Ирландии. |
| Чертополох  | 1863     | Суиндонский    | 1874   | Чертополох — символ Шотландии. |
| Фиалка      | 1864     | Суиндонский    | 1872   | |
| Оса         | 1862     | Vulcan Foundry | 1875   | |